# حمباز شوكي
حمباز شوكي (الاسم العلمي:Emex spinosa) هو نوع من النباتات يتبع جنس الحمباز من الفصيلة البطباطية.